# Bratřejov
Bratřejov är en ort i Tjeckien.   Den ligger i regionen Zlín, i den östra delen av landet, 270 km öster om huvudstaden Prag. Bratřejov ligger 395 meter över havet och antalet invånare är 759.
Terrängen runt Bratřejov är huvudsakligen kuperad, men åt nordväst är den platt. Runt Bratřejov är det ganska tätbefolkat, med 70 invånare per kvadratkilometer. Närmaste större samhälle är Zlín, 17,6 km väster om Bratřejov. Omgivningarna runt Bratřejov är en mosaik av jordbruksmark och naturlig växtlighet.